# Pa-en-inet
Pa-en-inet (griechisch Payni; koptisch  Paoni; arabisch Ba'ouna) war im ägyptischen Kalender die altägyptische Bezeichnung des zweiten Monats der Jahreszeit Schemu und repräsentierte die Zeit von Anfang April bis Anfang Mai. Der Name des Monats leitet sich vom zugehörigen Talfest ab.

## Hintergrund

### Lage im Kalender
Alan Gardiner wie auch Richard Anthony Parker vermuten, dass Pa-en-inet im Laufe der Kalendergeschichte die Jahresform wechselte. 
Von der prädynastischen Zeit bis zum Ende des Mittleren Reiches repräsentierte Pa-en-inet als Chenti-chet ursprünglich den elften Monat des Sothis-Kalenders und verschob sich spätestens ab dem Neuen Reich auf den zweiten Monat der Jahreszeit Schemu.

### Beginn der Weizenernte
Der im Neuen Reich genannte Mondkalendermonat Pa-en-inet ist aus den Aufzeichnungen der 12. Dynastie als Monat Chenti-chet für die beginnende Weizennernte mehrfach belegt und im Verwaltungskalender mit den ersten Arbeiten für den damaligen ersten Peretmonat (Ende März/Anfang April) angesetzt.